# Aphelandra harleyi
Aphelandra harleyi är en akantusväxtart som beskrevs av D.C. Wasshausen. Aphelandra harleyi ingår i släktet Aphelandra och familjen akantusväxter. Inga underarter finns listade i Catalogue of Life.